# Darluis Paz
Darluis Andrés Paz Ferrer (Maracaibo, 26 marzo 2002) è un calciatore venezuelano, centrocampista svincolato.

## Carriera

### Club
Cresciuto nel settore giovanile del Dep. La Guaira, ha esordito in prima squadra il 29 luglio 2018 disputando l'incontro di Primera División pareggiato per 1-1 contro lo Zulia.

### Nazionale
Nel 2019 ha preso parte al campionato sudamericano di categoria con la nazionale venezuelana Under-17.

## Statistiche

### Presenze e reti nei club
Statistiche aggiornate al 4 maggio 2022.
| Stagione        | Squadra         | Campionato      | Campionato | Campionato | Coppe nazionali | Coppe nazionali | Coppe nazionali | Coppe continentali | Coppe continentali | Coppe continentali | Altre coppe | Altre coppe | Altre coppe | Totale | Totale |
| Stagione        | Squadra         | Comp            | Pres       | Reti       | Comp            | Pres            | Reti            | Comp               | Pres               | Reti               | Comp        | Pres        | Reti        | Pres   | Reti   |
| --------------- | --------------- | --------------- | ---------- | ---------- | --------------- | --------------- | --------------- | ------------------ | ------------------ | ------------------ | ----------- | ----------- | ----------- | ------ | ------ |
| 2018            | Dep. La Guaira  | PD              | 1          | 0          | CV              | 3               | 0               |                    | -                  | -                  |             | -           | -           | 4      | 0      |
| 2019            | Dep. La Guaira  | PD              | 7          | 1          | CV              | 1               | 1               | CL                 | 0                  | 0                  |             | -           | -           | 8      | 2      |
| 2020            | Dep. La Guaira  | PD              | 10         | 0          | CV              | 0               | 0               |                    | -                  | -                  |             | -           | -           | 10     | 0      |
| 2021            | Loudoun Utd     | USLC            | 27         | 1          |                 | -               | -               |                    | -                  | -                  |             | -           | -           | 27     | 1      |
| 2022            | Dep. La Guaira  | PD              | 9          | 4          | CV              | 0               | 0               | CS                 | 6                  | 0                  |             | -           | -           | 15     | 4      |
| Totale carriera | Totale carriera | Totale carriera | 54         | 6          |                 | 4               | 1               |                    | 6                  | 0                  |             | -           | -           | 64     | 7      |

## Palmarès

### Club

#### Competizioni nazionali
- Campionato venezuelano: 1

Dep. La Guaira: 2020